# I Can’t Break It to My Heart
I Can’t Break It to My Heart – czwarty singel z trzeciego studyjnego albumu australijskiej wokalistki, Delty Goodrem, zatytułowanego Delta i wydanego w 2008 roku. 12 lipca 2008 roku utwór trafił do stacji radiowych, a 16 sierpnia został wydany na krążku.

## Wydania singla
Singel CD
1. „I Can’t Break It to My Heart” – 4:00
2. „In This Life” (Diamond Cut Mix) – 4:53
3. „Burn for You” (Live at The Chapel) – 3:33

Australijski EP iTunes
1. „I Can’t Break It to My Heart” – 4:00
2. „In This Life” (Diamond Cut Mix) – 4:53
3. „Burn for You” (Live at The Chapel) – 3:33
4. „Edge of Seventeen” (Live Medley) [Seymour Centre] – 3:55

## Teledysk
Goodrem w wypowiedzi dla jednej ze stacji radiowych stwierdziła, że teledysk do utworu będzie zawierał sceny zakulisowe z jej koncertu, 'A Night with Delta Goodrem’. Klip został po raz pierwszy pokazany w programie Sunrise 17 lipca 2008 roku i zawierał sceny zza kulis produkcji teledysków Goodrem z ostatnich miesięcy, a także zapisy sesji zdjęciowych dla australijskiego wydania albumu Delta, podróży artystki do Japonii i USA oraz wiele momentów, które, jak napisano na oficjalnej stronie internetowej Goodrem: „pokazują Deltę poza światłem reflektorów, jej naturalne, wspaniałe ja”. Wszystkie to jest przeplatane scenami z koncertu 'A Night with Delta Goodrem’.

## Produkcja i promocja
Zarówno sam singel, jak i EP wydane dla iTunes trafiły do sprzedaży 16 sierpnia 2008 roku, przy wsparciu dużej kampanii promocyjnej, włączając w to spotkania Goodrem z fanami w centrach handlowych, występ w porannym programie telewizyjnym Sunrise oraz wywiad w programie Rove Live. Spotkania z fanami miały miejsce w Melbourne, Sydney oraz Brisbane. Niekonwencjonalnym ruchem była sprzedaż singla po cenie 1,99 $ oraz iTunes EP (zawierającego 4 utwory) po cenie 1,69 $.

## Notowania
Pomimo osiągnięcia szczytu w notowaniu ARIA Physical Singles Chart dnia 25 sierpnia 2008 roku, utwór zadebiutował dopiero na 13. pozycji notowania ARIA Singles Chart. W następnym tygodniu utwór spadł poza pierwszą czterdziestkę na 42. pozycję, co sprawiło, że „I Can’t Break It to My Heart” został drugim najsłabiej przyjętym singlem artystki po jej debiutanckim utworze „I Don’t Care” z 2001 roku, który zajął 64. miejsce. Spadek o 29 pozycji stawia utwór na piątym miejscu jeśli chodzi o największe spadki w tej dekadzie w czołowej pięćdziesiątce notowania. W notowaniu Physical Singles Chart utwór także spadł z pozycji 1. na 14.
| Notowanie (2008)                | Pozycja |
| ------------------------------- | ------- |
| Australijska ARIA Singles Chart | 13      |

### Podsumowanie końcoworoczne
| Notowanie (2008)                             | Pozycja |
| -------------------------------------------- | ------- |
| ARIA End Of Year Australian Singles          | 46      |
| ARIA End Of Year Australian Physical Singles | 56      |